# Frances Sidney, Condessa de Sussex
Frances Radclyffe, Condessa de Sussex (nascida Frances Sidney; 1531 — 9 de março de 1589) foi uma nobre britânica. Ela foi condessa de Sussex pelo seu casamento com Thomas Radclyffe, 3.º Conde de Sussex. Também é conhecida por ser a fundadora do Sidney Sussex College, na Universidade de Cambridge.

## Família
Frances foi uma das filhas de Sir William Sidney de Penshurst Place, um cortesão importante durante o reinado de Henrique VIII de Inglaterra, e de Anne Pakenham. Os seus avós paternos eram Nicholas Sidney e Anne Brandon. Os seus avós maternos eram Sir Hugh Pakenham e Margaret Bramshott. Sua avó materna era irmã de William Brandon, porta-bandeira de Henrique Tudor durante a Batalha de Bosworth Field, e pai de Carlos Brandon, 1.º Duque de Suffolk, marido da princesa Maria Tudor.
Ela teve quatro irmãos que eram: Lucy, esposa de Sir James Harington; Agnes, espoa de Sir William FitzWilliam; Sir Henry Sydney, Lorde Deputy da Irlanda, marido de Mary Dudley, e Mary, esposa de William Dormer.
Ela foi a tia paterna do poeta Sir Philip Sidney.

## Biografia
Ela era dama de companhia e amiga da princesa Isabel, filha de Henrique VIII de Inglaterra, e posteriormente, Frances ocupou a posição de Senhora da Câmara quando ela ascendeu ao trono como a rainha Isabel I de Inglaterra.
Frances casou-se com Thomas Radclyffe, Visconde FitzWalter, antes de 29 de abril de 1555, como sua segunda esposa, em Hampton Court. Ele era filho de Henry Radclyffe, 2.º Conde de Sussex e de Elizabeth Howard. Sua primeira esposa foi Elizabeth Wriothesley
O casal não teve filhos. Na corte real, ela foi conselheira e patrona da literatura e música.
Em 1556, Thomas foi apontado Lorde Deputy da Irlanda. Após a ascensão do marido, Frances tornou-se condessa de Sussex, em 17 de fevereiro de 1557.
No natal de 1557, o casal estava na corte, em posição favorável em relação a rainha Maria I de Inglaterra. Durante o reinado da irmã de Isabel, os Sussex participaram de um plano para tirar a princesa do país.
Em setembro de 1565, a condessa ajudou a escoltar a princesa Cecília da Suécia de volta ao seu país. Em 1571, ela contraiu varíola em Berwick.
Mais tarde, a condessa viveu em Bermondsey House, próximo ao Palácio de Greenwich, onde entreteve a rainha por duas vezes, em 1571. Quando morou em New Hall, em Boreham, em Essex, seus vizinhos era a família Mildmay, fundadores do protestante Emannuel College, parte da Universidade de Cambridge.
Quando seu marido faleceu em 9 de junho de 1589, ele lhe deixou uma grande quantia em dinheiro. Viúva, ela continuou a patrocinar a companhia de atores de Thomas, agora renomeada Countess of Sussex’s Men.
Frances morreu em 9 de março de 1598, e foi enterrada na Capela de São Paulo, na Abadia de Westminster, em 15 de abril.
No seu testamento, Frances deixou a quantia de £ 5 000 além de alguns pratos, para a fundação de uma faculdade em Cambridge, que deveria receber o nome  de Lady Frances Sidney Sussex College. A instituição, que a condessa queria que fosse puritana, foi fundada no dia de São Valentim em 1596, graças aos esforços de seus executores, Sir John Harington e Henry Grey, 6.º Conde de Kent, supervisionados por John Whitgift, arcebispo da Cantuária.